# Гордость и предубеждение (телесериал, 1952)
«Го́рдость и предубежде́ние» (англ. Pride and Prejudice) — телевизионная экранизация произведения «Гордость и предубеждение» английской писательницы Джейн Остин телеканалом BBC в 1952 году.

## Сюжет

Актёры Дафна Слейтер и Питер Кашинг исполняют роли Элизабет Беннет и Фицуильяма Дарси

В поместье Незерфилд-парк въезжают молодой состоятельный аристократ мистер Чарльз Бингли с сестрой. Этому несказанно рада миссис Беннет, у которой пять дочек на выданье. Женщина обращается к супругу, мистеру Беннету, с просьбой нанести визит и познакомиться с богатым джентльменом. Однако, глава семейства зная характер жены, продумал всё заранее и уже почтил визитом новоявленного соседа.
Первая встреча двух семей происходит на балу. Бингли появляется в сопровождении лучшего друга мистера Дарси. При беседе с Чарльзом, Фицуильям плохо отзывается о манерах поведения Беннетов и о Лиззи (второй дочке) в частности. Сама девушка и её лучшая подруга Шарлотта Лукас нечаянно слышат разговор друзей. Элизабет противен тщеславный Дарси, в то время как Бингли очарован старшей Джейн.
Проводя время в одной компании и периодически видясь, взгляды мистера Дарси на Элизу меняются, он начинает тянуться к девушке. Чего не скажешь о Лиззи, которой поначалу неприятен чванливый, заносчивый и гордый молодой человек. Фицуильям делает предложение Элизабет, но та отвергает его.
Со временем девушка осознаёт-таки свою симпатию к мистеру Дарси, но уверена что второго шанса ей не предоставится...

## В ролях
- Питер Кашинг — Фицуильям Дарси
- Дафна Слейтер — Элизабет Беннет
- Гарриетт Джонс — Кэролайн Бингли
- Дэвид Маркэм — Чарльз Бингли
- Энн Баскетт — Джейн Беннет
- Ричард Джонсон — Джордж Уикхем
- Прунелла Скейлс — Лидия Беннет
- Милтон Росмер — мистер Беннет
- Джиллиан Линд — миссис Беннет
- Хелен Хэйи — Леди Кэтрин де Бёр
- Локвуд Уэст — Уильям Коллинз
- Урсула Хэнрэй — Шарлотта Лукас
- Грэм Стюарт — мистер Гардинер